# دار باش حامبه

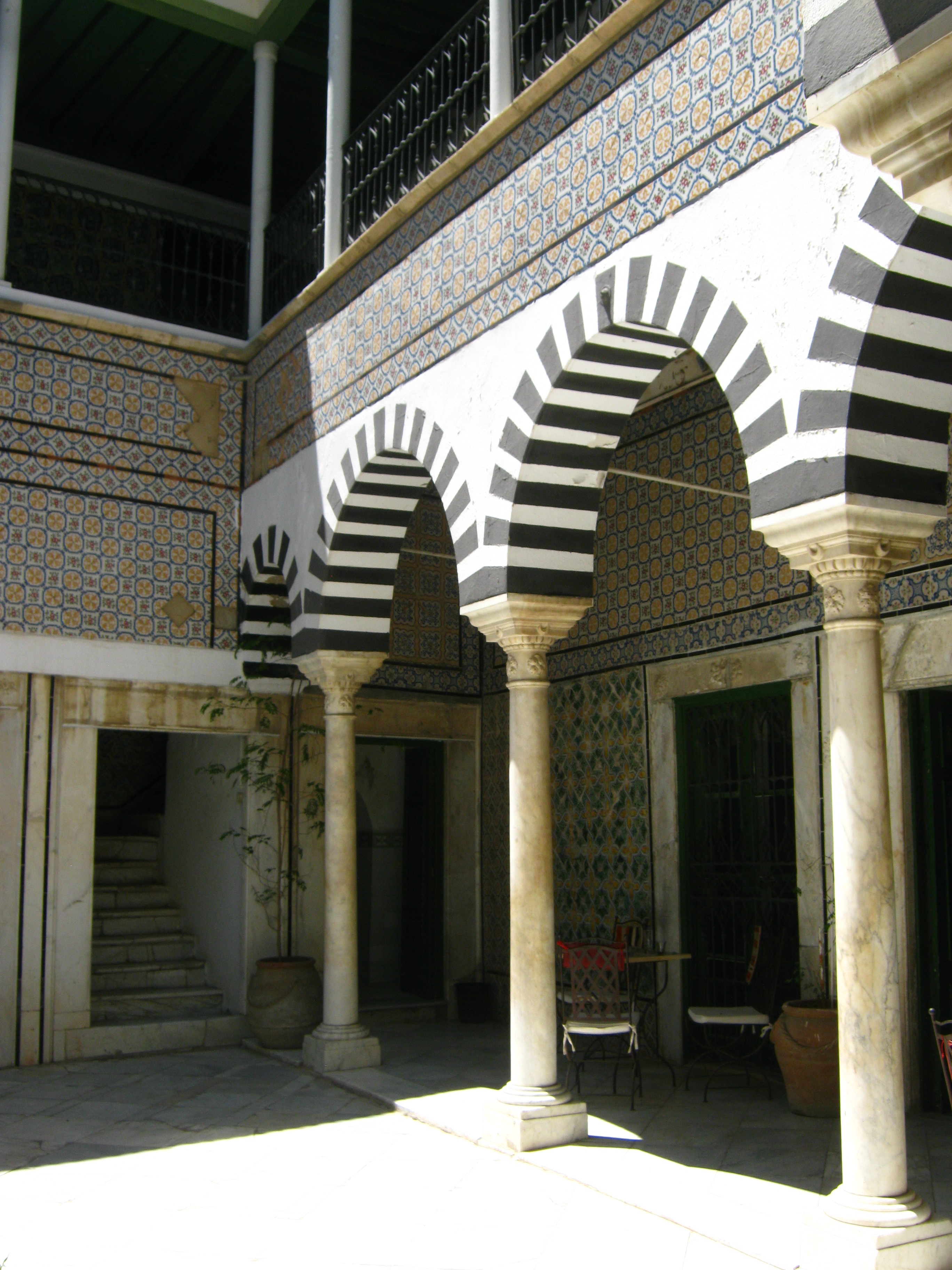

دار باش حامبه (عربی: دار باش حامبة) یک کاخ قدیمی در شهر تونس (پایتخت تونس) است.

## تاریخچه
دار باش حامبه طی دهه‌ها شاهد تغییرات زیادی در معماری خود بوده‌است که آن را به یکی از غنی‌ترین کاخ‌های شهر تبدیل کرده‌است. به سبب این تغییرات برای تاریخ‌نگاران بسیار دشوار شد که اطلاعات دقیقی در مورد تاریخ تأسیس آن در قرن هفدهم به‌دست آورند.
این کاخ توسط خانواده رسا تأسیس شد (از زمان سلسله حفصیان از تلمسان آمده‌است). بعدها، در طول قرن ۱۸، خانواده ناکاش آن را خریدند. در سال ۱۷۸۹، حاج احمد باش حامبه آن را در زمان حمودا بن علی خرید و نام خود را بر آن گذاشت. این کاخ بعداً به راهبه‌های فرانسوی تعلق گرفت که در دوران حمایت فرانسه از تونس از آن به عنوان مدرسه استفاده می‌کردند.

## نگارخانه

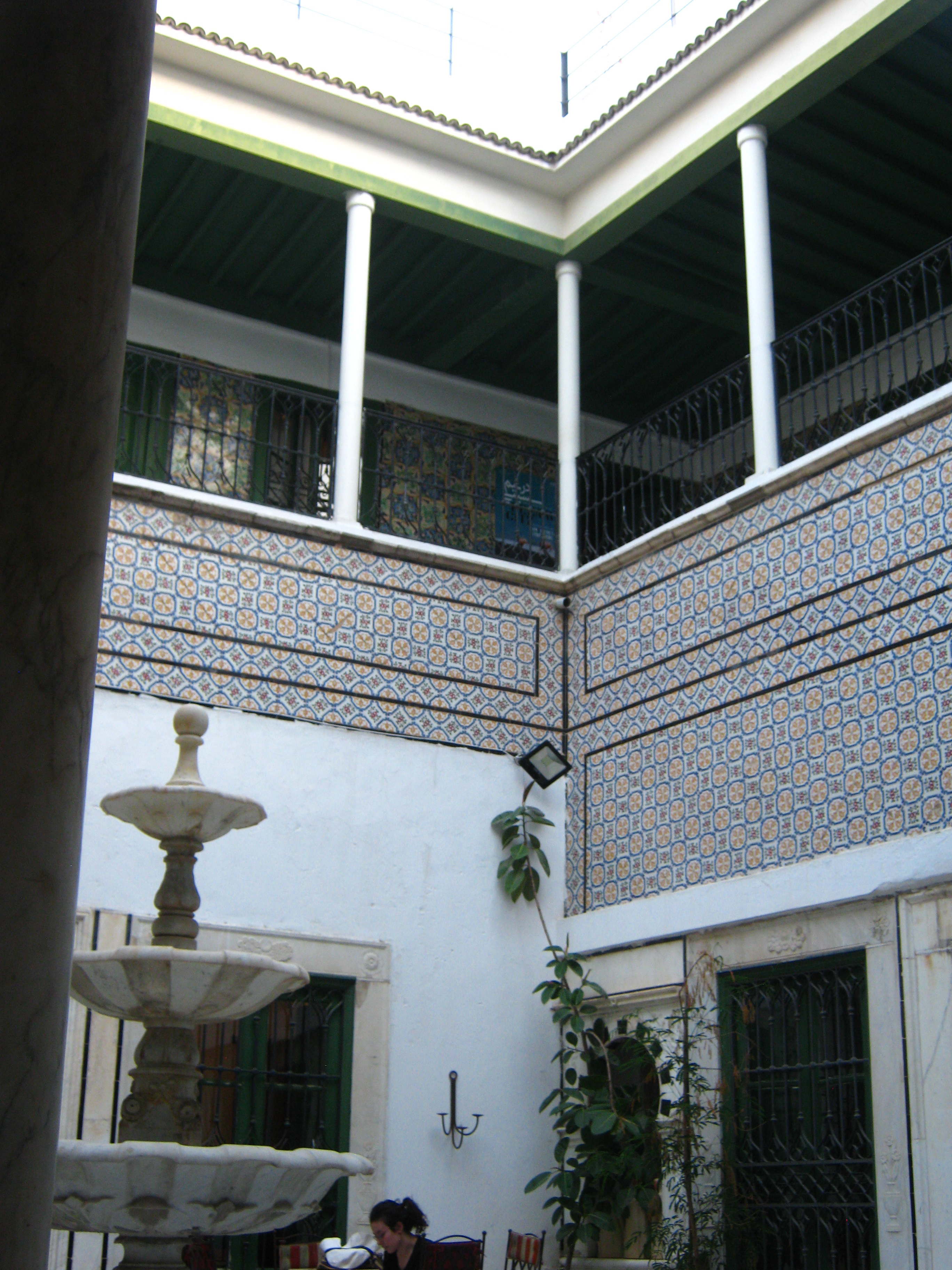
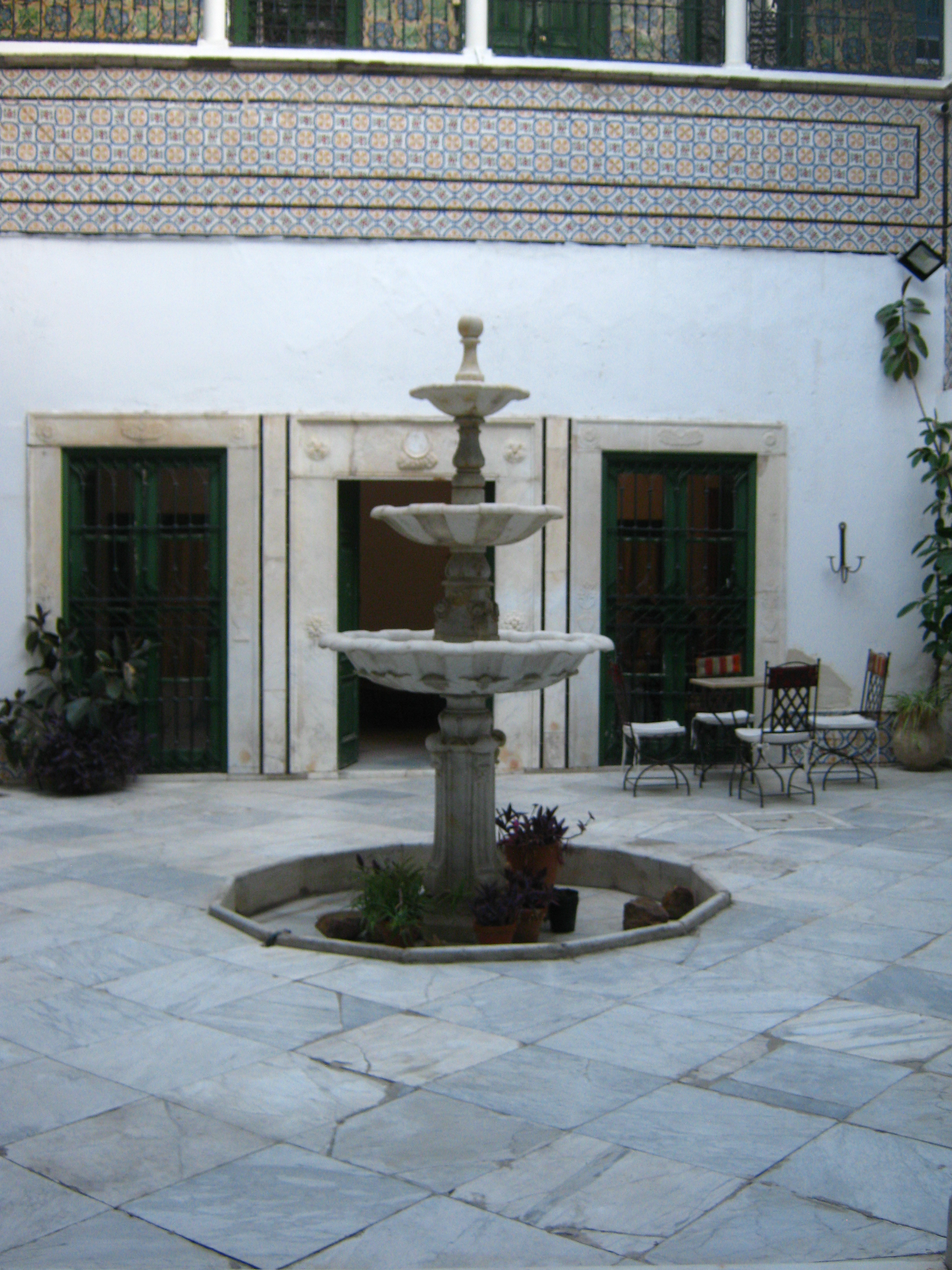
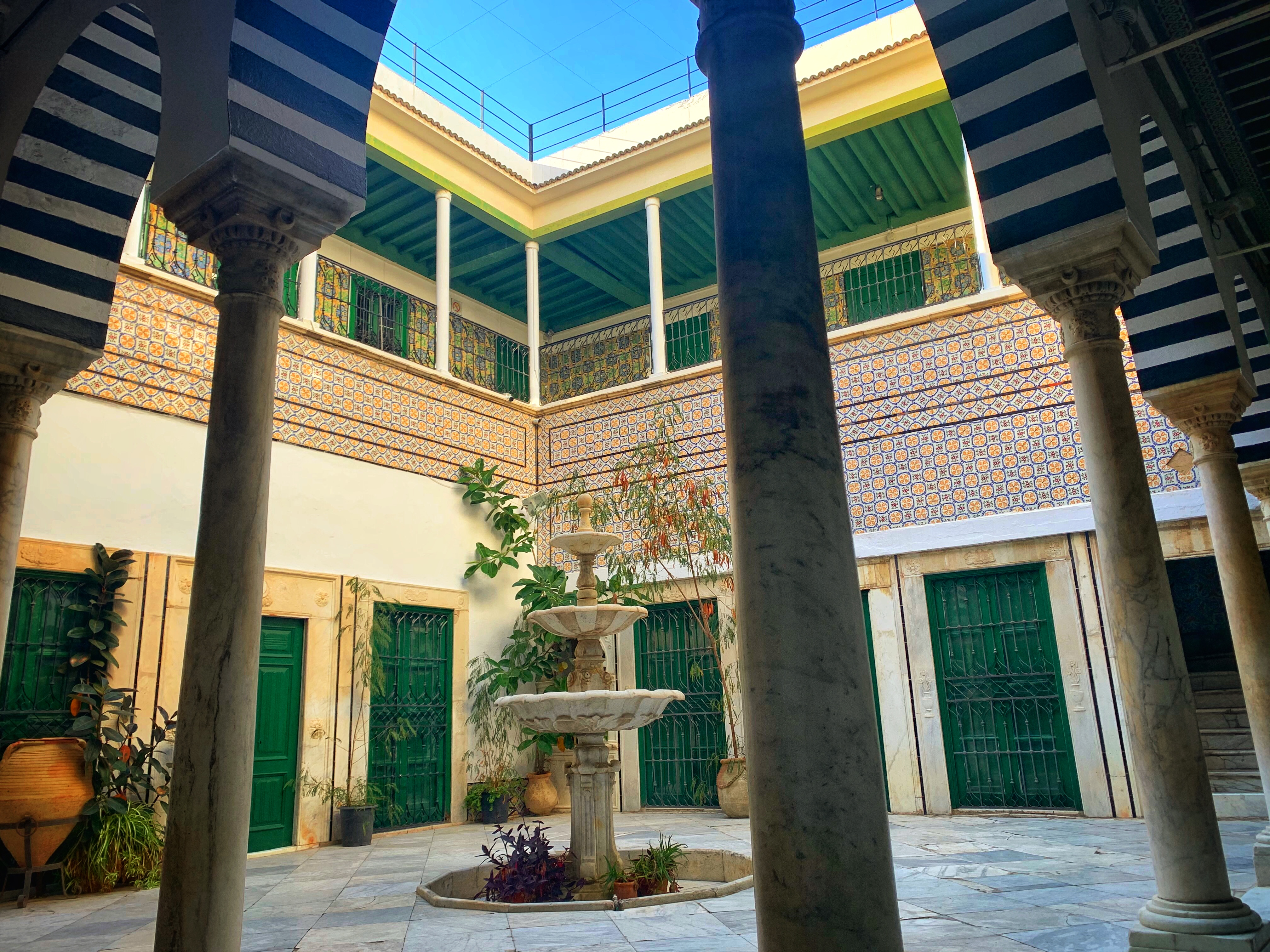
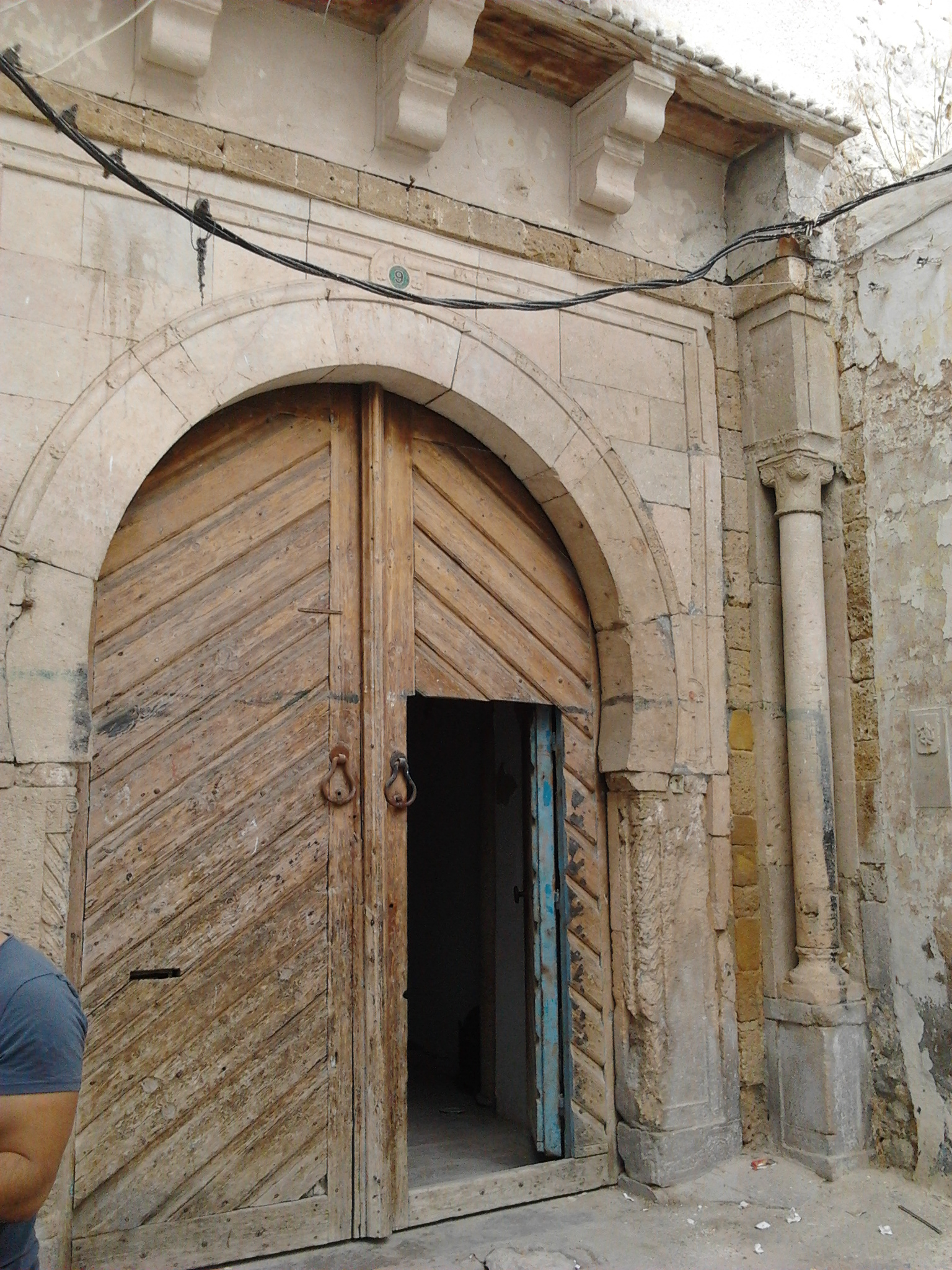

## معماری
از قرن ۱۷ تا ۱۸، این کاخ خانه‌ای برای صنعتگران بود. محل اقامت درجه یک در نظر گرفته شده‌است (مانند اقامتگاه‌های بورژوایی و اشراف شهر). این کاخ دارای توربای مخصوص خود در خیابان سیدی تیجانی است و خانه دیگری (دار باکیر) به آن ضمیمه شده‌است.
این طرح دارای معماری کلاسیک است مانند اکثر کاخ‌های شهر در تونس (دار لاسرم، دار بن عبدالله، دار بن حسین و غیره) با حیاطی که در چهار طرف آن با چهار اتاق تزئین شده‌است. با این حال، برخلاف کاخ‌های دیگر که رواق‌ها رو در رو ساخته می‌شوند، دار باش حامبه دارای رواق در ضلع شمالی و دیگری در شرق است. یکی از چهار اتاق در سال ۱۹۳۲ به کلیسای کوچک تبدیل شد.

## فعالیت‌ها
تا سال ۲۰۱۵، دار باش حامبه دفتر بنیاد اورستیادی و محل برگزاری نمایشگاه از همه کشورهای مدیترانه بود. ایده این نمایشگاه از مدل در موزه دل ترام مدیترانه الهام گرفته شد و هدف آن نشان دادن اشتراکات در فرهنگ ها و جوامع مدیترانه‌ای بود.